# Проскоковское сельское поселение
Проско́ковское се́льское поселе́ние — упразднённое муниципальное образование в Юргинском районе Кемеровской области. Административный центр — село Проскоково.

## История
Проскоковское сельское поселение образовано 17 декабря 2004 года в соответствии с Законом Кемеровской области № 104-ОЗ.

## Население
| 2010  | 2011  | 2012  | 2013  | 2014  | 2015  | 2016  |
| ----- | ----- | ----- | ----- | ----- | ----- | ----- |
| 3759  | ↘3757 | ↗3865 | →3865 | ↗3929 | ↘3888 | ↘3872 |
| 2017  | 2018  | 2019  |       |       |       |       |
| ↘3780 | ↘3680 | ↘3567 |       |       |       |       |

## Состав сельского поселения
| №  | Населённый пункт | Тип населённого пункта       | Население |
| -- | ---------------- | ---------------------------- | --------- |
| 1  | Алабучинка       | деревня                      | 94        |
| 2  | Безменово        | деревня                      | 580       |
| 3  | Заозерный        | посёлок                      | 532       |
| 4  | Кожевниково      | деревня                      | 166       |
| 5  | Приречье         | посёлок                      | 97        |
| 6  | Проскоково       | село, административный центр | 1749      |
| 7  | Сокольники       | посёлок                      | 316       |
| 8  | Филоново         | деревня                      | 179       |
| 9  | Чахлово          | деревня                      | 34        |
| 10 | Чутовка          | деревня                      | 3         |
| 11 | Ясная Поляна     | деревня                      | 9         |